# Marialva (Mêda)
Marialva es una freguesia portuguesa del concelho de Mêda, con 19,15 km² de superficie y 271 habitantes (2001). Su densidad de población es de 14,2 hab/km².